# Canala (genre)
Pour la ville, voir Canala.
Genre
Canala est un genre d'araignées aranéomorphes de la famille des Desidae.

## Distribution
Les espèces de ce genre sont endémiques de Nouvelle-Calédonie.

## Liste des espèces
Selon World Spider Catalog (version 17.0, 07/06/2016) :
- Canala longipes (Berland, 1924)
- Canala magna (Berland, 1924)
- Canala poya Gray, 1992

## Publication originale
- Gray, 1992 : New desid spiders (Araneae: Desidae) from New Caledonia and eastern Australia. Records of the Australian Museum, vol. 44, p. 253-262 (texte intégral).